# Rozendaal

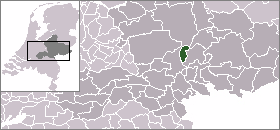
Rozendaals läge

Rozendaal är en kommun i provinsen Gelderland i Nederländerna. Kommunens totala area är 27,95 km² (där 0,02 km² är vatten) och invånarantalet är på 1 504 invånare (2005).